# Teresa Guiccioli

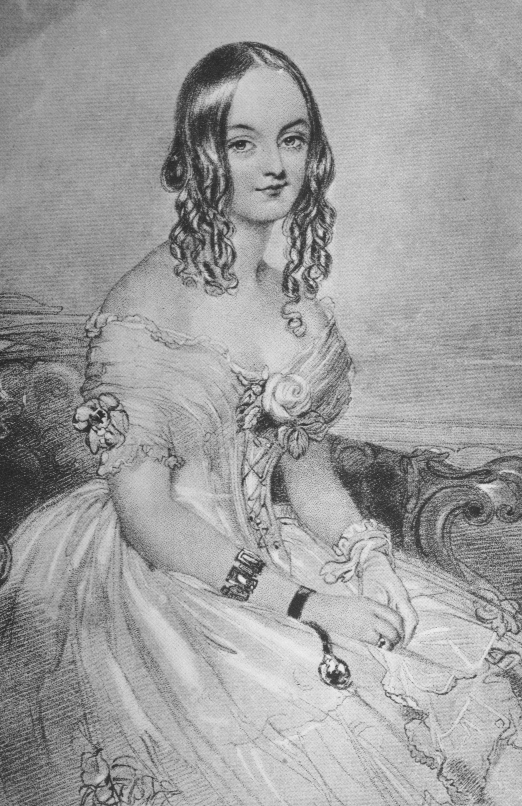
Teresa Guiccioli.

Teresa Françoise Olympe Guiccioli, född grevinna di Gamba 1802 i Paris, död 1873, var en italiensk adelsdam.
Teresa Guiccioli är känd genom sin förbindelse med engelske skalden Byron, vilken hon ingick 1819, några månader efter det att hon förmåtts äkta den gamle greve Guiccioli. Hon var syster till den italienske filhellenen Pietro di Gamba. År 1851 äktade hon en markis de Boissy. År 1869 utgav hon My recollections of lord Byron.